# Marionetas S. A.
Marionetas S.A. (título original en inglés:
Marionettes, Inc.) es un cuento del escritor estadounidense Ray Bradbury, publicado originalmente en Startling Stories (marzo de 1949) y posteriormente reimpreso en sus colecciones de cuentos The Illustrated Man (1951) y The Stories of Ray Bradbury (1980).
En él, Bradbury evoca un conflicto entre el hombre y la máquina y describe la dependencia humana de la tecnología, un tema recurrente en sus relatos.

## Argumento
Dos amigos, Braling y Smith, salen a pasear una tarde, para sorpresa de este último, ya que la esposa de Braling no suele dejarle hacer lo que a él le gusta. Braling le revela a Smith que, sin que su mujer lo sepa, ha estado usando un robot duplicado de sí mismo, Braling Dos, para cumplir con sus obligaciones como esposo mientras él se dedica a sus asuntos personales. Incluso tiene previsto hacer el tan deseado viaje a Río de Janeiro durante un mes mientras su robot lo reemplaza en casa.
Smith, fascinado por esta nueva tecnología, decide comprar también un duplicado suyo para lidiar con su propia esposa, Nettie, quien en el último mes se ha mostrado demasiado cariñosa. Braling le da una tarjeta de contacto.

"MARIONETAS, S. A.
Nuevos Modelos de Humanoides Elásticos. De funcionamiento garantizado. Desde 7.600 a 15.000 dólares. Todo de litio.
Se ruega al señor cliente que no hable de su compra. Aunque ha sido presentado al Congreso un proyecto para legalizar Marionetas S. A., la ley pena aún el uso de los robots.
Se le sacará al cliente un molde del cuerpo y una muestra del color de los ojos, labios, cabellos, piel, etc. El cliente deberá esperar dos meses a que su modelo esté terminado.
Marionetas S. A. funciona desde hace dos años y se enorgullece de poseer una larga lista de satisfechos clientes.
Nuestro lema es
«Nada de ataduras».
Dirección: 43 South Wesley."

## Adaptaciones televisivas
Bradbury adaptó el cuento para la cuarta temporada de la serie de televisión Alfred Hitchcock Presents. El episodio fue titulado Design for Loving y emitido en CBS el 9 de noviembre de 1958. Fue dirigido por Robert Stevens e
interpretado por Norman Lloyd, Elliott Reid, Marian Seldes y Barbara Baxley.
El propio Bradbury también lo adaptó para The Ray Bradbury Theater. El episodio fue el primero de la serie y se emitió el 21 de mayo de 1985. Fue dirigido por Paul Lynch y estuvo protagonizado por James Coco, Leslie Nielsen, Jayne Eastwood y Kenneth Welsh.
Chicho Ibáñez Serrador adaptó el relato en la primera temporada de Historias para no dormir.  El episodio El doble fue emitido por Televisión Española el 18 de marzo de 1966. Esta versión deja claro que los robots duplicados eliminan a sus "originales" humanos para reemplazarlos. Rodrigo Sorogoyen trabajó en una  nueva versión, también titulada El doble, para el reinicio de la serie en 2021. En esta versión, no se sabe quién sobrevive.
El relato también se adaptó en
Treehouse of Horror Presents: Simpsons Wicked This Way Comes (2024), séptimo episodio de la trigésimo sexta temporada de la serie de televisión animada estadounidense Los Simpson, en el que se hace un homenaje a Bradbury. El título hace referencia a su novela de 1962 La feria de las tinieblas (en inglés: Something Wicked This Way Comes). En el episodio se recrean, además de Marionettes, Inc., el relato originalmente radiofónico The Screaming Woman (1948), después publicado como relato homónimo (1952), y la novela Fahrenheit 451 (1953).